# Luigi Mancinelli
Luigi Mancinelli (Orvieto, 5 febbraio 1848 – Roma, 2 febbraio 1921) è stato un direttore d'orchestra, compositore e violoncellista italiano.

## Biografia

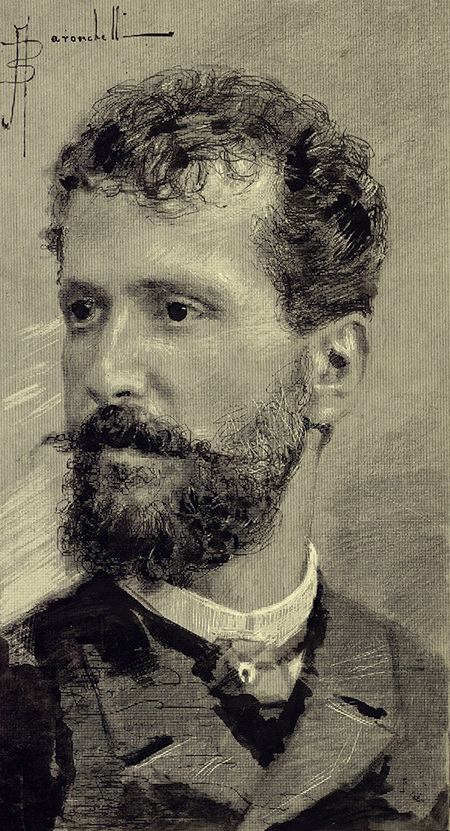
Luigi Mancinelli ritratto da F. Garibotti

Fratello minore del direttore d'orchestra Marino Mancinelli, studiò a Firenze con Sbolci (violoncello) e Mabellini (composizione). Fu attivo in Italia (in particolare come direttore del Liceo musicale e direttore artistico al Comunale e alla Cappella Musicale di San Petronio a Bologna e Roma) e all'estero (Teatro Reale di Madrid, Covent Garden di Londra, Teatro Metropolitan di New York, Buenos Aires). Debuttò nel 1874 a Perugia con Aida e fu assunto come primo violoncello al teatro Morlacchi. In seguito si dedicò, oltre che all'opera italiana, alla musica sinfonica tedesca e al teatro musicale wagneriano.
L'abilità dimostrata nel debutto direttoriale colpì l'editore Ricordi e l'impresario Jacovacci, che decisero di scritturarlo all'Apollo di Roma nella veste di maestro sostituto per la stagione 1875 e di direttore in quella successiva (1876). Consolidò nei teatri di Roma un repertorio ampio e raffinato, nel quale spiccavano le interpretazioni di Lohengrin e di Aida.
Dopo Roma, svolse la professione a Bologna (1881-86), dove fondò la Società del quartetto, diresse il teatro Comunale e il liceo musicale G. Rossini (insegnandovi composizione) e rivestì la carica di maestro di cappella in S. Petronio. La sua presenza portò l'orchestra bolognese a un eccellente livello qualitativo, esplicato nella tournée torinese per l'Esposizione musicale del 1884. In questi anni entrò in contatto con il giovane F. Busoni, Liszt e Wagner.
Ebbe meno fortuna come compositore, nonostante l'appoggio dell'editore Ricordi. La sua Paolo e Francesca ebbe riprese al Teatro dell'Opera di Roma nel 1931 e 1948. Compose anche colonne sonore ed ebbe un ruolo decisivo come direttore wagneriano.
A lui è stato dedicato il più grande teatro di Orvieto, oggi sede di una compagnia teatrale.
Fu un compositore minore, ma le sue opere liriche e soprattutto i suoi lavori strumentali denotano una grande conoscenza dell'orchestra e dei timbri e ottime doti di strumentatore, riscontrabili principalmente nella suite Scene veneziane (1889).. 
Nel 1881 sposò Luisa Cora, cantante e pittrice. 

### Rapporti con l'estero
Dal 1886 Mancinelli concentrò le proprie energie all'estero. A Londra e a Madrid il Mancinelli unì il ruolo direttoriale con la funzione di direttore artistico. Diresse a Londra l'opera italiana al Drury Lane (1887) le stagioni estive al Covent Garden (1888-1905). In Spagna fu attivo al Teatro Real di Madrid dal 1887 al 1893 (portando per la prima volta nel 1888 la Carmen di G. Bizet).
Dal 1892 in poi fu ad Amburgo a Vienna, a New York (1893), in Canada (1898), in California (1900), Lisbona (tra il 1901 e il 1920), Varsavia (1902), Dublino e Rio de Janeiro (1905), Buenos Aires (tra il 1908 e il 1913) e Barcellona (tra il 1910 e il 1913).
Si adoperò per la diffusione del repertorio italiano e per la divulgazione dei lavori wagneriani.

### Spagna
Mancinelli riuscì a imporre il repertorio wagneriano nella capitale spagnola all'inizio del ventesimo secolo e ciò fu riconosciuto dalla stampa madrilena. L'idea di mettere in scena Edgar a Madrid è nata improvvisamente, dopo che si era congratulato con il giovane Puccini per l'opera esprimendo il desiderio di poterla rappresentare in futuro al Teatro Real.

## Stile
Per Mancinelli sono state impiegate una serie di etichette per circoscrivere via via un indirizzo o una sua tecnica di scrittura: wagnerismo, neoromanticismo, arcaismo, estetismo, simbolismo, estetismo, negoticismo, neoclassicismo. 
Queste musiche di scena costituiscono la prima, autentica espressione dell'arte compositiva, condensandone già i principali tratti: il preziosismo dell'orchestrazione modellato sul sinfonismo di conio germanico e il gusto per la trascolorazione timbrica dei temi principali.
L'esibizione del sinfonismo e delle digressioni modulanti, l'intrinseca prolissità nelle perorazioni dei motivi conduttori e la drammaturgia sostanzialmente inerte erano dei limiti che in parte furono ovviati con Ero e Leandro, dove Mancinelli intensifica da un lato l'apporto corale, dall'altro l'irrequietezza armonica. Contraddittorio fu anche il rapporto fra le suggestioni wagneriane. 
Si rivelarono, inoltre, alcune novità linguistiche come il largo impiego di quinte vuote e di scale pentatoniche.

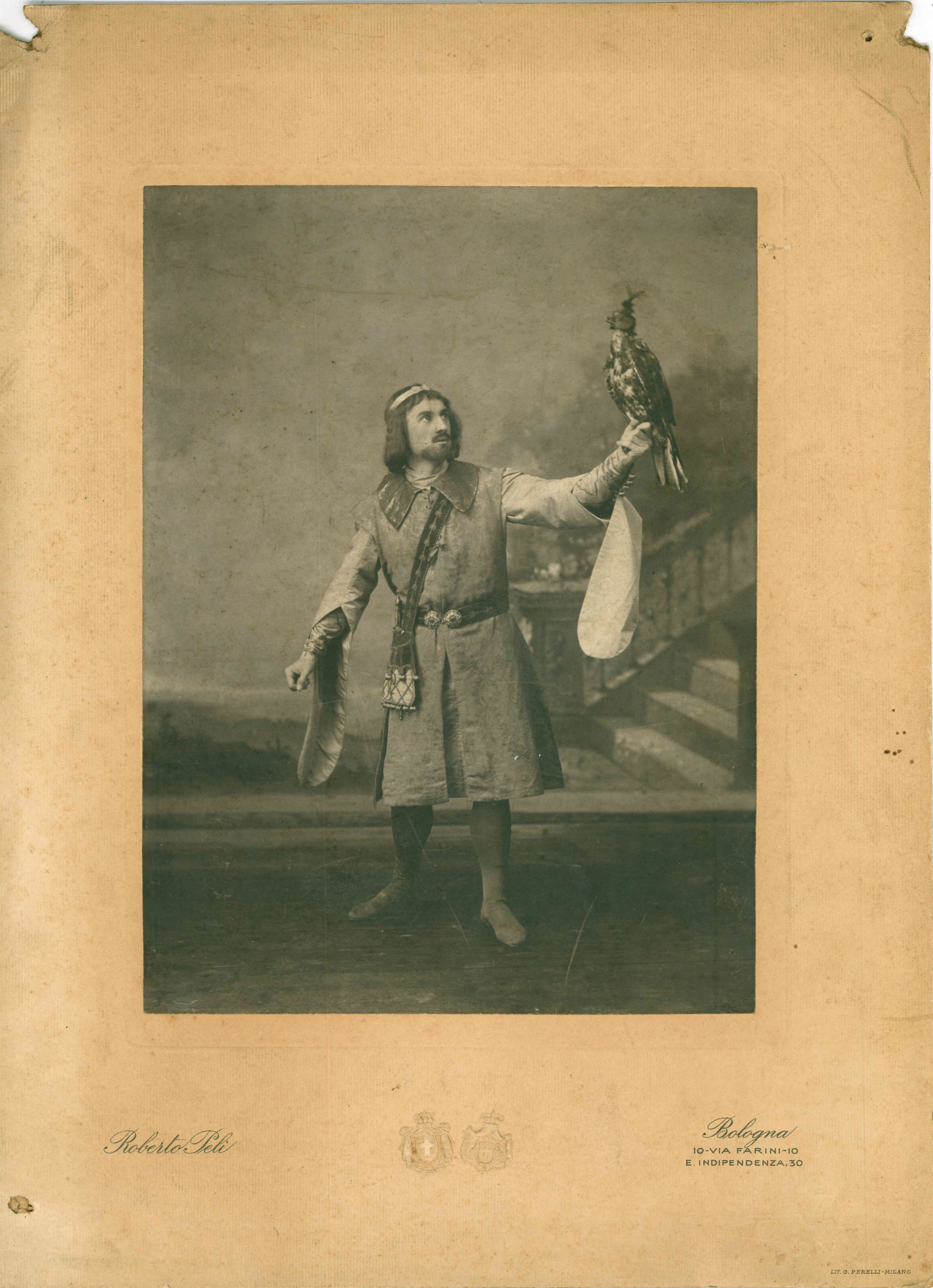
Italo Cristalli in Paolo e Francesca. Conservatorio Nicolini, fondo Pavesi.

Nella sua veste di esecutore e programmatore il musicista ha in sostanza condiviso la produzione operistica e sinfonica del mondo occidentale, uscendone con una fama di direttore votato alla fedeltà del testo, ostile al divismo dei cantanti, autoritario e abituato a condurre a memoria.  Come compositore si mostra, quindi, completo: applicato al teatro, alla produzione sinfonica, alla musica vocale da camera e alla musica per film.
Dotato di una fisionomia artistica che fermenta oltre la linea del proprio tempo porta avanti la forte esigenza di aggiornamento europeo, intesa anche come apertura ai poeti romantici europei e come urgenza di aggiornare l'Italia sulla produzione strumentale tedesca. Pur rispondendo ai requisiti della romanza italiana dell'epoca, si apre spesso alla poesia e a scritture estere come Heine, Goethe, Alfred de Musset e Schubert, Schumann, Mendelssohn e Gounod per la musica. Tra questi colpisce soprattutto il nome di Heine, poeta che Mancinelli ha voluto mettere in musica nella Barcarola a 2.

### Isora di Provenza
La fonte del libretto è francese e poetica: , la vicenda vede un cavaliere errante della terza schiera di eroi cantati nella Légende des siècles di V.Hugo, leggenda a cui si ispira il terzo atto. Il primo e il secondo ne costituiscono un'invenzione.  Come librettista dell'opera viene indicato (generalmente nei cataloghi) il solo Zanardini.
Isora di Provenza si prestava a costruire un punto d'onore per i wagneriani d'Italia. Sull'altro versante quelli del Caffè delle Arti gli davano torto. Questo insuccesso porta il compositore ad abbandonare tutti gli incarichi bolognesi per accettare le offerte di lavoro ricevute dall'Inghilterra. 
Sarebbe così cominciata la fase della sua biografia internazionale, diviso inizialmente tra Londra e Madrid in veste di direttore.

### Paolo e Francesca

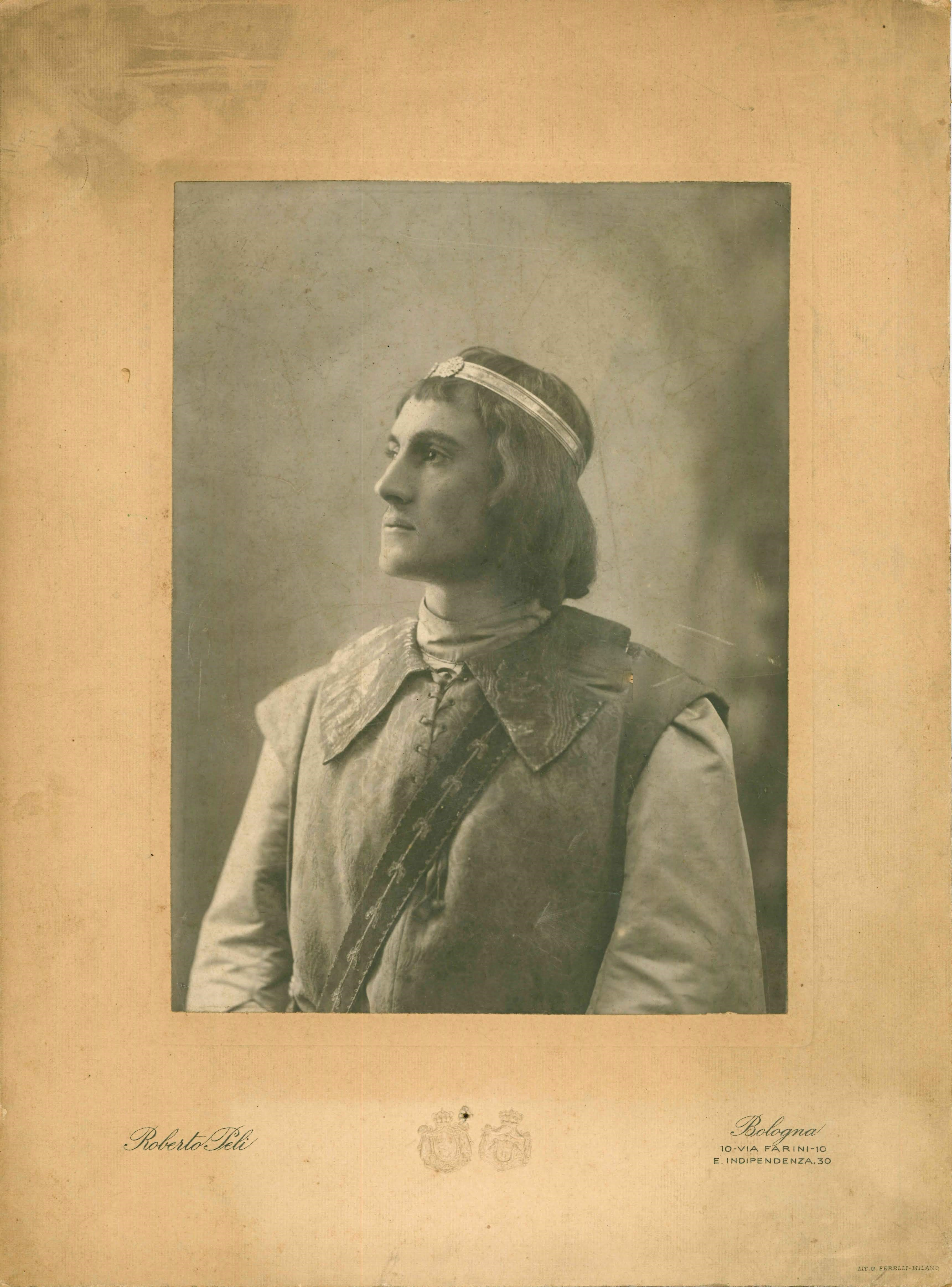
Italo Cristalli in Paolo e Francesca. Conservatorio Nicolini, fondo Pavesi.

Nell'atto unico Paolo e Francesca, per quattro personaggi e coro, ritroviamo le caratteristiche decorative, tipicamente liberty. La scrittura orchestrale è suggestiva ed evocativa. Spesso commentata nella rievocazione di villotte, frottole e ballate. 
Caratteristica è la presenza di un'orchestra 'psicologica' e l'alternanza di ardui cromatismi e diatonismo antico.

## Archivio
La sua biblioteca fu donata al conservatorio di Genova. La maggior parte delle fonti autografe è nell'Archivio di Stato di Terni.

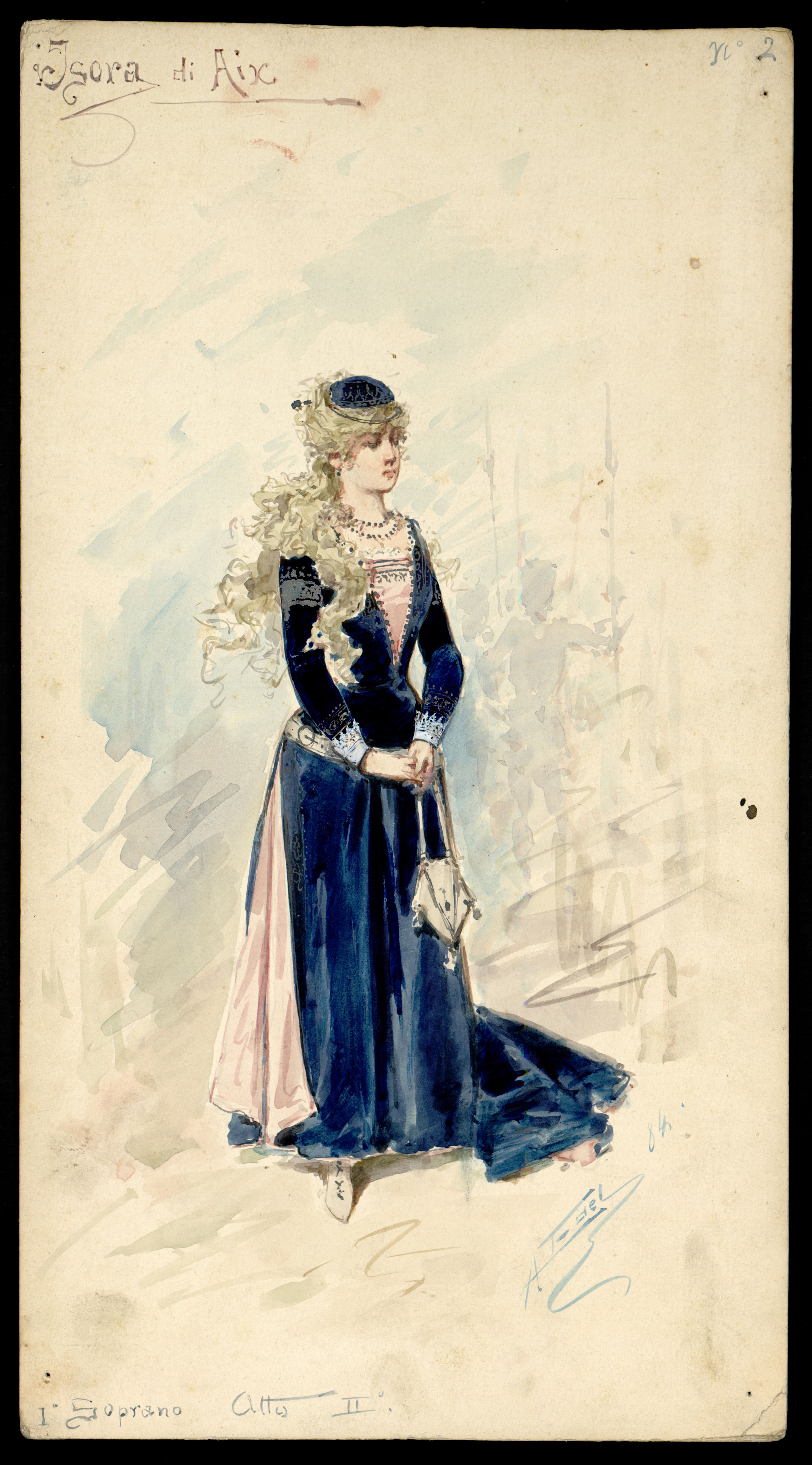
Isora di Aix, figurino per Isora di Provenza atto 2 (1884). Archivio Storico Ricordi.

## Opere

### Opere vocali e strumentali
- Romanza senza parole, per violoncello e pianoforte (1907)
- Prière des oiseaux, per voci bianche e orchestra (1910)
- Sei melodie, per canto e pianoforte (1914)

### Opere liriche
- Isora di Provenza, opera in 3 atti su libretto di Angelo Zanardini (Teatro Comunale di Bologna, 2 ottobre 1884)
- Ero and Leander o Ero e Leandro, opera in 3 atti su libretto di Arrigo Boito (Festival di Norwich, 8 ottobre 1896, in forma di concerto con Hariclea Darclée, Virginia Guerrini ed Emilio De Marchi (tenore); Madrid, Teatro Real, 30 novembre 1897, in forma scenica con lo stesso cast)
- Paolo e Francesca, opera in 1 atto su libretto di Arturo Colautti (Bologna, Teatro Comunale, 11 novembre 1907 con Giuseppe Pacini)
- Sogno di una Notte d'Estate, opera in 3 atti su libretto di Fausto Salvadori (completata nel 1919, mai rappresentata)

### Altri lavori teatrali
- Messalina, musiche di scena (preludio e intermezzo) per il dramma di Pietro Cossa (Teatro Valle di Roma, gennaio 1876)
- Cleopatra, musiche di scena per il dramma di Pietro Cossa (Roma, Teatro Valle, 20 dicembre 1877)
- Tizianello, musiche di scena per il bozzetto di Erik Lumbroso (Roma, Teatro Nazionale, 20 giugno 1895)

### Musica sacra non liturgica
- Isaia, cantata sacra su versi di Giuseppe Albini (Norwich, 13 ottobre 1887)
- Sancta Agnes, cantata sacra su versi di Giuseppe Albini (Norwich, 27 ottobre 1905)

### Composizioni sinfoniche
- Scene veneziane, Suite (Madrid, 10 marzo 1889)
- Riflessi e paesaggi, Suite (1902)
- Ouverture romantica (1908)

### Colonne sonore
- Frate Sole di Mario Corsi (Roma, Augusteo (Anfiteatro Correa), 7 giugno 1918)
- Giuliano l'apostata di Ugo Falena (Roma, Costanzi, 17 maggio 1920)